# شودنک
شودنک (به آلمانی: Schwedeneck) یک شهر در آلمان است که در رندسبورگ-اکرنفورده واقع شده‌است. شودنک ۳٬۰۰۹ نفر جمعیت دارد.